# Съезды русских естествоиспытателей и врачей
Съезды русских естествоиспытателей и врачей — крупнейшие в Российской Империи форумы учёных естественнонаучных направлений (химиков, биологов, физиков, географов, медиков, физиологов, и др.), проходившие с неравной периодичностью в период с 1867 по 1913 годы, на которых наиболее видные светила российской науки докладывали о достижениях наук в своих отраслях. Всего было проведено 13 таких съездов. Съезды с первого (1867) по четвёртый (1873) назывались «Съезды русских естествоиспытателей», без прибавления слова «врачей». Это слово появилось в официальных названиях форумов лишь начиная с V съезда.
По итогам I Съезда в 1868 году было создано «Императорское Санкт-Петербургское общество естествоиспытателей и врачей».
Всего в состоявшихся 13-и Съездах приняло участие в общей сложности 23437 зарегистрированных делегатов. Наиболее представительными и содержательными из них были VIII и IX Съезды.

На 1916 год было намечено проведение XIV Съезда в Харькове, однако подготовка к нему была прервана начавшейся Первой Мировой войной, и более съезды не проводились. 
«Есть в истории события внешне не очень значительные, однако именно они дают начало процессам, определяющим жизнь страны в будущем. Такими представляются мне Съезды русских естествоиспытателей и врачей. О них обычно не пишут в курсах истории. Но именно им обязаны мы становлением единой российской науки, концентрацией интеллектуального потенциала нашей страны». (профф. Симон Шноль, историк науки) 
Инициаторами и главными движителями идеи о созыве в России регулярных научных съездов по направлению естествознания выступали известные профессора К. Ф. Кесслер и Г. Е. Щуровский. Особенным усердием в доказывании высшему руководству Империи необходимости регулярных учёных съездов отличался Карл Кесслер, профессор по кафедре зоологии Петербургского университета, а затем исполняющий обязанности его ректора. Структура и организация Съездов естествоиспытателей была проф. К. Кесслером позаимствована у подобных мероприятий, уже проводившихся к тому времени в некоторых зарубежных странах, в том числе у ежегодных учёных собраний Британской ассоциации содействия науке (BAAS — British Association for Advancement of Science). В 1856 году профф. Карл Кесслер направил Министру народного просвещения А. С. Норову предложение о созыве таких съездов, но получил от министра отказ. Однако, Кесслер не оставляет попыток добиться созыва съезда, подавая прошения ещё и ещё раз, в 1861, 1863, 1867 году. Наконец, в 1867 году было получено Высочайшее соизволение на проведение I-го Съезда в Санкт-Петербурге.
Успешное проведение первых двух Съездов и создание в 1868 году «Императорского Санкт-Петербургского общества естествоиспытателей и врачей» поспособствовали учреждению в течение 1868—1870 годов Университетских обществ естествоиспытателей при Казанском, Харьковском, Новороссийском и Киевском (Свято-Владимирском) университетах.

## Хронология Съездов
- I съезд — 28 декабря 1867 — 4 января 1868, Санкт-Петербург.
- II съезд — 20—30 августа 1869, Москва.
- III съезд — 20—30 августа 1871, Киев.
- IV съезд — 20—30 августа 1873, Казань.
- V съезд — 31 августа—9 сентября 1876, Варшава.
- VI съезд — 20—30 декабря 1879, Санкт-Петербург.
- VII съезд — 18—28 августа 1883, Одесса.
- VIII съезд — 28 декабря 1889 — 7 января 1890, Санкт-Петербург.
- IX съезд — 3—11 января 1894, Москва.
- X съезд — 21—30 августа 1898, Киев.
- XI съезд — 20—30 декабря 1901, Санкт-Петербург.
- XII съезд — 28 декабря 1909 — 6 января 1910, Москва.
- XIII съезд — 16-24 июня 1913, Тифлис.
- XIV съезд — 1916. Должен был пройти в Харькове, но не состоялся.

## История

### I Съезд русских естествоиспытателей[10]
28 декабря 1867 — 4 января 1868, Санкт-Петербург.
Председатель Съезда — профессор Кесслер Карл Фёдорович, ректор Императорского Санкт-Петербургского университета.
В работе Съезда участвовало 465 делегатов (зарегистророванных членов Съезда) и около 2000 вольных слушателей. На открытии съезда присутствовало более 2500 человек.
«Если потребность в периодических съездах … есть потребность общая всем цивилизованным странам, то особенно сильно она чувствуется на Руси, где расстояния между лучшими городами так велики, где проповедники науки и деятели на различных поприщах промышленности ещё так малочисленны. … Чтобы успешно заниматься естественными науками, необходимы бывают лаборатории и обсерватории, музеи и кабинеты, микроскопы и телескопы и вообще самые разнородные снаряды и инструменты. Подобные заведения и пособия встречаются у нас почти исключительно только в университетских городах, да и то частью в неудовлетворительном числе и состоянии. Во всех же других наших городах естествоиспытатели, занесенные туда судьбою, не только находятся почти всегда в полном уединении, но положительно бывают лишены возможности добыть какие-либо предметы, потребные для исполнения работы, даже самой незначительной. Им должна быть присуща любовь к науке непоколебимая, им нужна воля железная, чтобы не поддаться унынию, чтобы не впасть в бездействие. Вот для нравственной поддержки подобных разрозненных естествоиспытателей периодические съезды будут иметь огромное значение…» (К. Ф. Кесслер. Из Вступительного слова на открытии I Съезда русских естествоиспытателей).
Общее число докладов — 153
Пленарные доклады:
- К. Ф. Кесслер — Вступительное слово;
- Г. Е. Щуровский — «Об общедоступности или популяризации естественных наук»;
- Е. В. Пеликан — «О значении естественных наук для юриспруденции»;
- А. Н. Бекетов — «О естествознании, как предмете общего образования»;
- А. С. Фаминцын — «О воспитательном значении естественных наук»;
- М. И. Венюков — «Об успехах естественно-исторического изучения азиатской России»;
- Э. А. Юнге — «Опыт и умозрение»;
- А. В. Советов — «О значении естественных наук для сельского хозяйства»;
- Н. Ф. Здекауэр — «Естествознание в гигиене»;
- Ю. И. Симашко — «Естествоведение, как предмет народного образования»;
- Д. И. Менделеев — «Заявление о метрической системе»;
- А. С. Фаминцын — «О необходимых пособиях для преподавания естественных наук в средних учебных заведениях».

Секции и отделения:
- Математики и астрономии (руководители А. Н. Савич и М. Ф. Окатов);
- Физики и Химии (руководители Ф. Ф. Петрушевский и Д. И. Менделеев);
- Минералогии и геологии (руководители Н. И. Кокшаров и П. А. Пузыревский);
- Ботаники (руководитель А. Н. Бекетов);
- Зоологии (руководитель К. Ф. Кесслер);
- Анатомии и физиологии (руководитель Ф. В. Овсянников).

На подготовку и проведение первого съезда из разных источников было собрано 6600 руб., 2905 руб. из которых пошли на публикацию материалов съезда.

### II Съезд русских естествоиспытателей[13]
20—30 августа 1869, Москва.
Число зарегистрированных участников — 427 чел.
Общее число докладов — 228.
Председатель Съезда — профессор Щуровский Григорий Ефимович, проректор и исполняющий должность ректора Московского университета.
Заместители председателя — К. Ф. Кесслер и П. Л. Чебышёв.
Открылся съезд приветственным словом, с которым обратился к учёным Московский городской голова князь Владимир Александрович Черкасский.
Секции и отделения:
- Анатомии и физиологии (председатели А. И. Бабухин, П. П. Шереметевский);
- Зоологии и сравнительной анатомии (председатели А. П. Богданов, С. А. Усов, Я. А. Борзенков);
- Ботаники (председатели Н. Н. Кауфман, Н. И. Железнов);
- Минералогии и геологии (председатели Г. Е. Щуровский, М. А. Толстопятов);
- Физики и Физической географии (председатели Н. А. Любимов, А. С. Владимирский, Я. И. Вейнберг);
- Химии (председатель Н. Э. Лясковский);
- Математики, механики, астрономии (председатель А. Ю. Давыдов);
- Технологии и практической механики (председатели В. К. Делла-Вос, И. П. Архипов);
- Научной медицины (председатели А. И. Полунин, Н. А. Тольский, А. Н. Маклаков).

### III Съезд русских естествоиспытателей
20—30 августа 1871, Киев.
Число зарегистрированных участников — 270.
Общее число докладов — 146.
Председатель Съезда — А. О. Ковалевский.
Заместители председателя — Г. Е. Щуровский и Д. И. Менделеев.
Члены Распорядительного Комитета — Н. Н. Бекетов, П. Л. Чебышёв, А. М. Бутлеров.
Среди участников съезда появилась первая женщина-учёный — Анна Фёдоровна Волкова, приехавшая из Петербурга и зарегистрировавшаяся по секции химии.

### IV Съезд русских естествоиспытателей
20—30 августа 1873, Казань.
Число зарегистрированных участников — 267.
Общее число докладов — 133.
Председатель Съезда — А. О. Ковалевский.
Заместители председателя — в первой половине съезда — К. Ф. Кесслер и А. М. Бутлеров; во второй половине съезда — Л. С. Ценковский и А. С. Фаминцын.

### V Съезд русских естествоиспытателей и врачей
Сентябрь 1876, Варшава.
Число зарегистрированных участников — 344.
Председатель Съезда — В. Л. Бродовский.
С этого съезда в названии добавилось «…и врачей».

### VI Съезд русских естествоиспытателей и врачей[15]
20—30 декабря 1879, Санкт-Петербург.
Число зарегистрированных участников — 1407 чел (др. ист. — 1409 чел).
Общее число докладов — 346.
Председатель Съезда — А. Н. Бекетов
На VI Съезде выдающийся русских зоолог, гидробиолог и энциклопедист профессор Н. П. Вагнер предложил создавать «научные ассоциации для разработки сложных вопросов» — временные творческие коллективы учёных из различных университетов, лабораторий и научных обществ, которые совместно могли бы решать масштабные научные задачи в своей области. Однако, предложение профессора Вагнера подверглось бурному обсуждению и не встретило понимания научной общественности, усмотревшей в нём «стремление ограничить свободу научного творчества и независимость отдельных ученых в выборе темы исследования».
Появилась первая женщина-докладчик: выпускница Цюрихского университета, специалист в области зоологии морских беспозвоночных Софья Михайловна Переяславцева выступила с докладом по секции зоологии.

### VII Съезд русских естествоиспытателей и врачей
Август 1883, Одесса.
Число зарегистрированных участников — 641.
Общее число докладов — 212.
Председатель Съезда — И. И. Мечников.

### VIII Съезд русских естествоиспытателей и врачей
28 декабря 1889 — 4 января 1890, Санкт-Петербург.
Число зарегистрированных участников — 2224 чел.
Общее число докладов — 392.
Почётный председатель Съезда — Его Императорское высочество Великий князь Константин Константинович Романов.
Председатель Съезда — А. Н. Бекетов.
Заместители председателя — Н. В. Склифасовский и А. Г. Столетов.
Секретарь Съезда — В. В. Докучаев.
Съезд посвящён памяти учредителя Съездов Карла Фёдоровича Кесслера.
Открыл съезд с приветственным словом Министр народного просвещения граф Иван Давыдович Делянов. Затем с приветственной речью выступил Петербургский городской голова В. И. Лихачев.
Пленарные доклады:
- А. Н. Бекетов — Вступительное слово. Памяти К. Ф. Кесслера;
- Д. И. Менделеев — «Приемы естествознания в изучении цен»;
- Н. В. Склифосовский — «Нужды врачебного образования»;
- А. Г. Столетов — «Эфир и электричество»;
- А. С. Фаминцын — «О психической жизни простейших живых существ»;
- Н. П. Вагнер — «Взгляд физиолога и психолога на явление гипнотизма»;
- Г. Г. Густавсон — «Микробиологические основания агрономии»;
- А. В. Клоссовский — «История развития физического землеведения и организация физико-географических исследований»;
- К. А. Тимирязев — «Факторы органической эволюции»;
- П. Ф. Лесгафт — «О характере изучения естественных наук в высшей школе».

Секции:
- Химии (председатель Н. А. Меншуткин),
- Ботаники (А. С. Фаминцын),
- Зоологии (Н. П. Вагнер),
- Географии (А. И. Воейков),
- Медицины (В. В. Пашутин),
- Гигиены (С. В. Шидловский).

По окончании работы съезда, 8-го января 1890 Государь Император Александр III соизволил принять в своем кабинете Аничкова дворца представителей 8-го съезда, профессоров А. Н. Бекетова, Д. И. Менделеева, Н. В. Склифосовского, А. Г. Столетова и В. В. Докучаева.
«Двадцатое столетие! Только 10 лет отделяет нас от него. Через 10 лет наш кичливый 19-й век смиренно предстанет перед судом истории. Я полагаю, в этот день рядом с покаянием во многих и тяжких своих прегрешениях он приведет себе в защиту и то, что много и честно потрудился в области науки и прежде всего в изучении природы. И когда их старшие братья, химики и физики предъявят свои блестящие завоевания, свои периодические законы элементов, учения о тождестве физических сил и сохранения энергии, и биологи выступят не с пустыми руками. Они предъявят не менее блестящее, широко захватывающее эволюционное учение, первый раз почувствовав под собой твердое основание на почве дарвинизма» (К. А. Тимирязев. Из доклада «Факторы органической эволюции», прочитанного на пленарном заседании VIII Съезда русских естествоиспытателей).
"Труды" VIII съезда по каким-то причинам не были изданы в традиционном для предыдущих семи съездов виде полного сборника, а вместо этого издавался лишь краткий бюллетень под названием «Дневник VIII Съезда…», выходивший каждые 1-2 дня в течение всего форума. Всего вышло 10 номеров «Дневника». Отдельно вышел краткий отчёт о работе съезда.
На VIII Съезде был создан «Постоянный комитет съездов» как прообраз будущей Ассоциации русских естествоиспытателей, однако комитет был запрещён властями.

### IX Съезд русских естествоиспытателей и врачей
3—11 января 1894, Москва.
Число зарегистрированных участников — 2170 чел.
Общее число докладов — 395.
Председатель Съезда — К. А. Тимирязев.
Пленарные доклады:
- К. А. Тимирязев — «Праздник русской науки» (вступительная речь);
- И. М. Сеченов — «О предметном мышлении с физиологической точки зрения»;
- Н. А. Умов — «Вопросы познания в области физических наук»;
- С. Н. Виноградский — «Круговорот азота в природе»;
- В. Я. Цингер — «Недоразумения во взглядах на основания геометрии»;
- А. А. Колли — «Микроорганизмы с химической точки зрения»;
- М. А. Мензбир — «Современное направление в биологии»;
- А. И. Чупров — «Статистика, как связующее звено между естествознанием и обществоведением»;
- Н. В. Бугаев — «К 25-летию Московского Математического Общества».

Секции и подсекции:
- Математики (руководитель Н. В. Бугаев, секретари В. В. Бобынин, В. В. Преображенский);
- Астрономии (руководитель В. К. Цераский, секретарь П. К. Штернберг);
- Физики (руководитель А. Г. Столетов, секретари Н. П. Кастерин, П. Н. Лебедев, В. А. Ульянин);
- Метереологии и геофизики (руководитель Б. И. Срезневский, секретари Н. М. Кислов, Н. П. Мышкин);
- Химии (руководитель В. В. Марковников, секретари С. Н. Жуковский, И. А. Каблуков, А. Н. Реформатский, В. В. Рудкевич, А. А. Яковкин);
- Минералогии и геологии (руководитель А. П. Павлов, секретари Е. Д. Кислаковский, А. В. Павлов, В. Д. Соколов, В. А. Щировский);
- Зоологии (руководители А. П. Богданов, Н. Ю. Зограф, секретари Н. М. Кулагин, Г. А. Кожевников);
- Сравнительной анатомии (руководитель М. А. Мензбир, секретари П. П. Сушкин, А. Н. Северцов);
- Ботаники (руководитель И. Н. Горожанкин, секретари В. М. Арнольди, А. П. Артари, Е. Ф. Вотчал, В. А. Дейнега, И. А. Петровский, Н. С. Понятовский);
- Анатомии и физиологии растений (руководитель И. А. Петровский);
- Морфологии и систематики (руководитель К. А. Тимирязев, секретарь В. А. Дейнега);
- Анатомии и физиологии (руководитель И. М. Сеченов, секретарь В. Н. Попов);
- Анатомии и гистологии (руководитель И. Ф. Огнев, секретари Н. В. Алтухов и М. М. Гарднер);
- Агрономии (руководитель И. А. Стебут, секретари В. Г. Бажаев, И. П. Жолцынский, А. И. Ковенко, В. Л. Ольшевский, А. П. Пахомов);
- Географии, антропологии и этнографии (руководитель Д. Н. Анучин, секретари Н. В. Гильченко, А. А. Ивановский);
- Статистики (руководитель А. И. Чупров, секретари В. А. Косинский, И. Х. Озеров, М. Н. Соболев)[20];
- Медицины (руководитель В. Д. Шервинский, секретарь Л. Е. Голубинин);
- Гигиены (руководитель Ф. Ф. Эрисман, секретари В. Е. Игнатьев, В. В. Кувалдин).

На IX Съезде, на пленарном заседании 11 января, присутствовал Лев Николаевич Толстой, пришедший ради доклада своего друга, философа и математика профессора В. Я. Цигнера. Граф Толстой был встречен овацией и посажен в президиум, рядом с председателем съезда К. А. Тимирязевым. В перерыве заседания Толстой беседовал с физиологом И. М. Сеченовым. Русская пресса на следующий день отметила присутствие Толстого на съезде; подробно осветила газета «Русские ведомости», в редакции которой было много преподавателей и студентов Московского университета.
Особенно известен IX Съезд тем, что на нём профессором А. А. Колли был сформулирован тезис о молекулярной передаче наследственных признаков, а профессором М. А. Мензбиром были доложены результаты исследований клеточного ядра и хромосом.

### X Съезд русских естествоиспытателей и врачей
21—30 августа 1898, Киев.
Число зарегистрированных участников — около 1000 чел.
Общее число докладов — 382.
Председатель Съезда — Н. А. Бунге.
Съезд открылся текстами приветственной телеграммы от делегатов съезда Государю Императору Николаю II и ответной телеграммы Государя, который приветствовал высокий Съезд и благодарил его за тёплые слова и выраженные чувства.
Пленарные доклады:
- Д. И. Менделеев — «О весах и мерах»;
- Н. В. Бугаев — «Математика и научно-философское мировоззрение»;
- Н. Е. Жуковский — «О воздухоплаваньи»;
- Ф. Н. Шведов — «Космология конца XIX века»;
- Н. Н. Бекетов — «Наша атмосфера во времени».

Главным научным событием X Съезда историки науки считают доклад С. Г. Навашина, сделанный им на заседании секции Ботаники, об открытии двойного оплодотворения у высших растений.

### XI Съезд русских естествоиспытателей и врачей
20—30 декабря 1901, Санкт-Петербург.
Число зарегистрированных участников — свыше 5000 чел.
Почётный председатель Съезда — Принц Александр Петрович Ольденбургский.
Председатель Съезда — Н. А. Меншуткин.
Заместители председателя — Н. А. Умов и И. М. Догель.
Съезд открылся приветственной речью Принца Ольденбургского и ответным словом Н. А. Меньшуткина.
Основной тематикой съезда стала проблема естественнонаучного образования в России. Были сформулированы основные положения методики преподавания естествознания. По результатам обсуждения на съезде Министерство народного просвещения вынуждено было частично реформировать методику преподавания естествознания в школе. В частности, для первых трёх классов преподавание ботаники, зоологии и др. по дисциплинам было заменено общим предметом «Естествознание» («Природоведение»), на котором, согласно методике Д. Н. Кайгородова (в 1907 году замененной на методику В. В. Половцова) природа изучалась по сообществам (биотопам): лес, сад, луг, пруд, река, и др., названным «общежитиями природы». И лишь с 4-го класса начиналось раздельное изучение естественнонаучных дисциплин. Подобный принцип преподавания естествознания с рядом изменений сохранился и до сих пор.
На съезде вновь поднялся вопрос об организации в России объединения учёных естественнонаучных отраслей знаний в единую «Русскую ассоциацию естествоиспытателей и врачей».

### XII Съезд русских естествоиспытателей и врачей[24]
28 декабря 1909 — 6 января 1910, Москва.
Число зарегистрированных участников — свыше 5000 чел.
Председатель Съезда — Д. Н. Анучин.
- Товарищ председателя — А. П. Павлов

Пленарные доклады:
- Д. Н. Анучин — «Русская наука и съезды естествоиспытателей»;
- И. И. Бергман — «Электричество и свет»;
- О. А. Баклунд — «Главные течения в современной небесной механике»;
- П. И. Вальден — «25-летие теории электролитической диссоциации и неводные растворы»;
- Б. Ф. Вериго — «Роль азота в обмене веществ животных»;
- В. И. Вернадский — «Парагенезис химических элементов в земной коре»;
- Ю. В. Вульф — «Строение, внешний вид и правильная установка кристаллов»;
- В. Я. Данилевский — «Основной физиологический закон развития ума и воли»;
- Н. И. Криштафович — «О последнем ледниковом периоде в Европе и Северной Америке»;
- Н. А. Морозов — «Эволюция вещества на небесных светилах по данным спектрального анализа»;
- М. В. Павлова — «Значение палеонтологии»;
- А. П. Павлов — «О древнейших на Земле пустынях»;
- И. П. Павлов — «Естествознание и мозг»;
- В. И. Палладин — «Работа ферментов в живых и убитых растениях»;
- Д. Н. Прянишников — «Университеты и агрономия»;
- А. Н. Северцов — «Эволюция и эмбриология»;
- А. И. Чупров — «Выборочные исследования»;
- А. А. Эйхенвалд — «Материя и энергия».

### XIII Съезд русских естествоиспытателей и врачей[26][27]
16 (29) июня 1913-24 июня (7 июля) 1913, город Тифлис.
Число зарегистрированных участников — около 3500 чел.
Председатель Съезда — И. А. Каблуков.
Заместители председателя — Н. М. Кулагин и И. Г. Оршанский.
Пленарные доклады:
- А. Н. Северцов — «Очередные задачи эволюционной теории»;
- В. И. Талиев — «Мутационная теория и цветковые растения»;
- Н. Е. Жуковский — «Новые завоевания в теории сопротивления жидкостей»;
- Н. К. Кольцов — «Мыслящие лошади»;
- Л. И. Тарасевич — «Явления анафилаксии и их биологическое значение».

## «Объединение (Ассоциация) Русских Естествоиспытателей и Врачей»
С самого начала проведения «Съездов русских естествоиспытателей» у ряда передовых учёных, принимавших в их организации активное участие, возникла идея создания всероссийской ассоциации, которая бы объединяла русских учёных в области естественных наук. Попытки создать такое объединение возникали неоднократно. После создания «Императорского Санкт-Петербургского общества естествоиспытателей и врачей» и последующего за ним создания в течение следующих двух лет ещё четырёх университетских научных обществ в Казани, Харькове, Новороссийске и Киеве организаторы Съездов начали попытки объединения их в Ассоциацию, однако объединительные разбивались о противодействие как со стороны властей, усматривавших в слишком широких общественных объединениях определённый потенциал политической опасности, так и о настроения самих учёных, находивших в объединительных инициативах определённое ограничение их свободы научных изысканий. Вопрос многократно всплывал в обсуждениях на съездах, но безо всякого успеха и продвижения. На VIII Съезде был создан «Постоянный комитет съездов» как прообраз такой организации, однако Министр народного просвещения граф И. Д. Делянов этот комитет запретил. В 1891 году профессор А. П. Богданов подготовил для Министерства развёрнутое обоснование необходимости всеобщей организации, вышедшее отдельной брошюрой. В 1894 году по инициативе всё того же профессора А. П. Богданова была создана новая комиссия, которая к 1895 году подготовила проект Устава «Русской Ассоциации…» и представила его вновь графу Делянову. Проект лежал в министерстве без движения до 1898 года, когда следующий Министр народного просвещения Н. П. Боголепов дал ему ход. К 1900 году проект был согласован и Министерством народного просвещения и Министерством внутренних дел Империи. Устав был вынесен на обсуждение делегатов XI Съезда русских естествоиспытателей и врачей, однако на съезде никакого решения по нему так и не было принято. Вопрос об Ассоциации дискутировался вплоть до 1916 года. С 20 по 24 августа 1917 года в Москве был проведен Организационный (Учредительный) съезд «Объединения (Ассоциации) Русских Естествоиспытателей и Врачей» и по его итогам был даже издан первый номер бюллетеня «Известия объединения (ассоциации) русских естествоиспытателей и врачей», но известные трагические события 1917 года похоронили идею научного объединения русских естествоиспытателей навсегда.